# Сухопутные войска Республики Конго
Сухопутные войска Республики Конго (СВ РК) (фр. Armée de terre la République du Congo) — один из видов войск (сил) Вооружённых сил Республики Конго, созданы в 1960—1961 годах, во время приобретения независимости от Франции.

## История

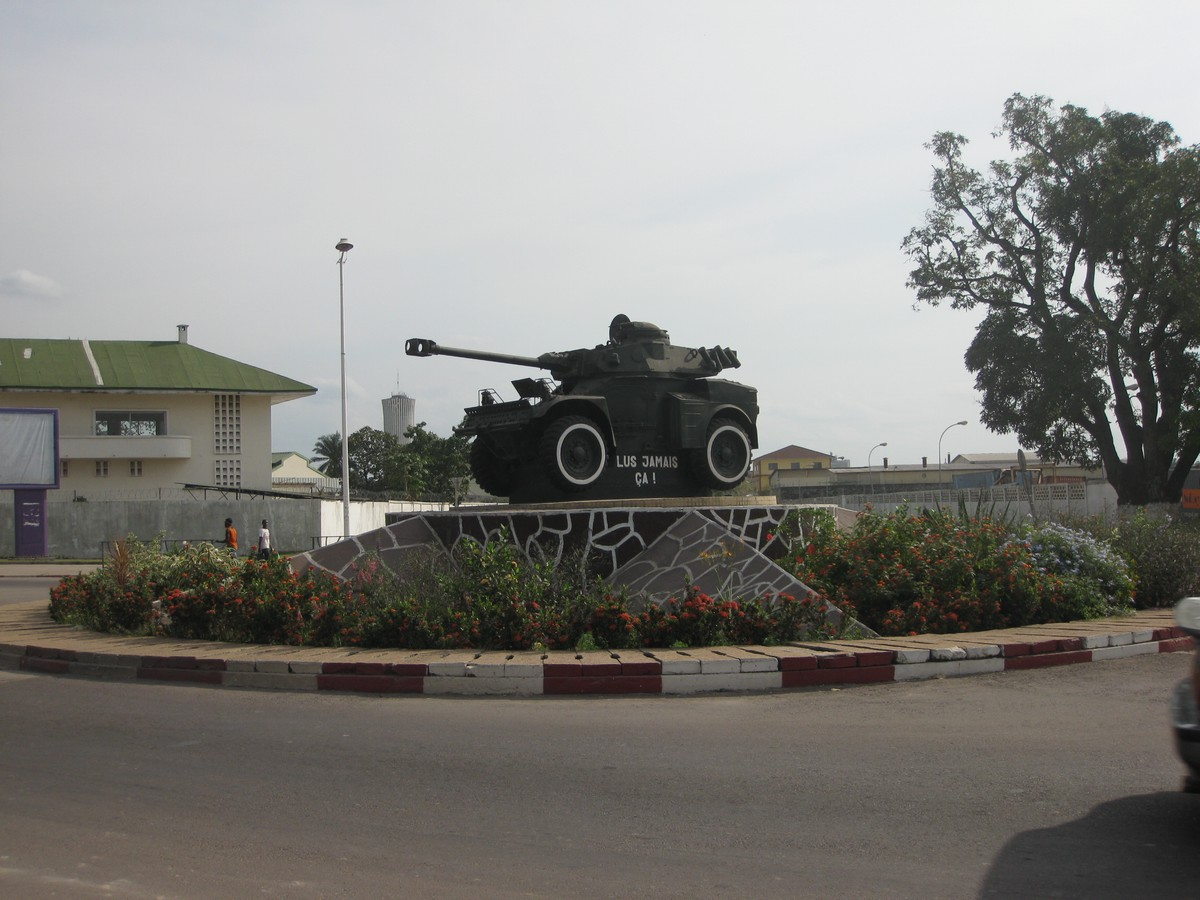

С начала 1960-х годов эмблемой конголезской армии стало изображение льва, обрамлённое венком. Она закреплялась на фуражках и беретах. С 1970 года, с провозглашения Народной Республики Конго, армейская символика была изменена — на новой эмблеме изображалась голова льва на фоне красной звезды, обрамленной венком зеленого цвета. Она закреплялась на фуражках, беретах, погонах и в петлицах. В конце 1990-х годов была возвращена символика 1960-х годов, но с тем изменением, что в сухопутных войсках лев изображается на фоне меча. Также эмблемы и знаки различия сухопутных войск носят служащие республиканской гвардии, хотя структурно не входят в состав СВ РК.

## Структура и состав
На 2021 год общая численность сухопутных войск — 8000 человек. Насчитывает 2 механизированных батальона, 2 пехотных батальона с артиллерией, 1 пехотную бригаду без артиллерии, 1 артиллерийский дивизион залпового огня, 1 инженерную бригаду и 1 авиационное крыло армейской авиации.
- 40-я пехотная дивизия включает генеральный штаб и следующие подразделения:
  - 1-я механизированная бригада, включает:
    - 1-й танковый батальон (около 20 ОБТ Тип 59/Т-54/Т-55)
    - 401-й пехотный батальон (ЛТ Тип 62, порядка 35 БРДМ и бронетранспортеров разного типа, некоторое количество артиллерии)

  - 2-я механизированная бригада, включает:
    - 2-й танковый батальон (около 20 ОБТ Тип 59/Т-54/Т-55)
    - 402-й пехотный батальон (ЛТ Тип 62, порядка 35 БРДМ и бронетранспортеров разного типа, некоторое количество артиллерии)

  - пехотная бригада быстрого реагирования (порядка 40~45 бронетранспортеров разного типа)
- артиллерийский дивизион (БМ-21, БМ-14, БМ-16)
- инженерный батальон (порядка 15 бронетранспортеров разного типа, автомобильная техника)
- воздушное крыло армейской авиации (вертолёты типа Ми-8 разных модификаций)
  - отряд ПВО (средства ПВО)

### Командующие сухопутными войсками
- 1998—2003 Гилберт Мококи
- 2012—? Гилберт Бокемба

## Техника и вооружение
| Фото                                                     | Тип              | Описание                          | Количество | Примечания               |
| Танки                                                    | Танки            | Танки                             | Танки      | Танки                    |
| -------------------------------------------------------- | ---------------- | --------------------------------- | ---------- | ------------------------ |
|                                                          | Тип 59           | Основной боевой танк              | 15         | По состоянию на 2021 год |
|                                                          | Т-55             | Основной боевой танк              | < 25       | По состоянию на 2021 год |
|                                                          | Т-54             | Основной боевой танк              | н/д        | По состоянию на 2021 год |
|                                                          | Тип 62           | Лёгкий танк                       | 10         | По состоянию на 2021 год |
|                                                          | ПТ-76            | Плавающий танк                    | 3          | По состоянию на 2021 год |
| Бронированные командно-штабные и разведывательные машины |                  |                                   |            |                          |
|                                                          | БРДМ-1           | Боевая разведывательная машина    | 10         | По состоянию на 2021 год |
|                                                          | БРДМ-2           | Боевая разведывательная машина    | 15         | По состоянию на 2021 год |
| Бронетранспортеры                                        |                  |                                   |            |                          |
|                                                          | Marauder         | Бронетранспортёр                  | 37         | По состоянию на 2021 год |
|                                                          | Mamba APC        | Бронетранспортёр                  | 18         | По состоянию на 2021 год |
|                                                          | AT-105 Saxon     | Бронетранспортёр                  | 28         | По состоянию на 2021 год |
|                                                          | Panhard M3       | Бронетранспортёр                  | н/д        | По состоянию на 2021 год |
|                                                          | БТР-60           | Бронетранспортёр                  | 30         | По состоянию на 2021 год |
|                                                          | БТР-152          | Бронетранспортёр                  | 20         | По состоянию на 2021 год |
| Самоходная артиллерия                                    |                  |                                   |            |                          |
|                                                          | 2С1 «Гвоздика»   | 122-мм САУ                        | 3          | По состоянию на 2021 год |
|                                                          | БМ-21 «Град»     | 122-мм РСЗО                       | 10         | По состоянию на 2021 год |
|                                                          | БМ-14            | 140-мм РСЗО                       | н/д        | По состоянию на 2021 год |
| Буксируемая артиллерия                                   |                  |                                   |            |                          |
|                                                          | БМ-16            | 140-мм РСЗО                       | н/д        | По состоянию на 2021 год |
|                                                          | Д-20             | 152-мм пушка-гаубица              | н/д        | По состоянию на 2021 год |
|                                                          | М-46             | 130-мм пушка                      | 5          | По состоянию на 2021 год |
|                                                          | Д-30             | 122-мм гаубица                    | 10         | По состоянию на 2021 год |
|                                                          | М-43             | 120-мм миномёт                    | 28         | По состоянию на 2021 год |
|                                                          | М1937            | 82-мм миномёт                     | н.д.       | По состоянию на 2021 год |
| Противотанковые средства                                 |                  |                                   |            |                          |
|                                                          | М-1944           | 100-мм пушка                      | 10         | По состоянию на 2021 год |
|                                                          | ЗИС-2 (М-1943)   | 57-мм противотанковая пушка       | 5          | По состоянию на 2021 год |
|                                                          | М18              | 57-мм безоткатное орудие          | н.д.       | По состоянию на 2021 год |
|                                                          | РПГ-7            | Ручной противотанковый гранатомёт | н.д.       | По состоянию на 2021 год |
| Зенитные средства ПВО сухопутных войск                   |                  |                                   |            |                          |
|                                                          | ЗСУ-23-4 «Шилка» | Зенитная самоходная установка     | 8          | По состоянию на 2021 год |
|                                                          | КС-19            | 100-мм зенитная пушка             | н/д        | По состоянию на 2021 год |
|                                                          | С-60             | 57-мм зенитная пушка              | н/д        | По состоянию на 2021 год |
|                                                          | 61-К             | 37-мм зенитная пушка              | 28         | По состоянию на 2021 год |
|                                                          | ЗПУ-4            | 14,5-мм зенитный пулемёт          | н/д        | По состоянию на 2021 год |
|                                                          | ЗПУ-2            | 14,5-мм зенитный пулемёт          | н/д        | По состоянию на 2021 год |

| Фото | Тип       | Описание                       | Количество | Примечания                                                                 |
| ---- | --------- | ------------------------------ | ---------- | -------------------------------------------------------------------------- |
|      | Т-34-85   | Средний танк                   | н/д        | На 2020 год сняты с вооружения, поставлены на хранение                     |
|      | БТР-50    | Бронетранспортёр               | н/д        | По состоянию на 2016 год сняты с вооружения, дальнейшая судьба не известна |
|      | FV721 FOX | Боевая разведывательная машина | 15         | По состоянию на 2014 год сняты с вооружения, дальнейшая судьба не известна |

### Стрелковое вооружение
- 12,7-мм крупнокалиберный пулемёт ДШК
- 7,62-мм пехотный пулемёт Дегтярёва
- 7,62-мм ручной пулемёт Калашникова
- 7,62-мм ручной пулемёт Дегтярёва
- 7,62-мм автомат Автомат Калашникова
- 7,62-мм автомат Автомат Калашникова модернизированный
- 7,62-мм автоматическая винтовка FN FAL
- 9-мм пистолет-пулемёт МАТ-49
- 9-мм пистолет Walther PP
- 7,62-мм пистолет ТТ

### Униформа
В армии Республики Конго введена униформа французского образца, но вместо форменного кепи носятся фуражки для офицерского состава и береты для личного состава. Береты отличаются цветом в зависимости от формирования. Например, в жандармерии цвет берета бежевый.